# Blastese

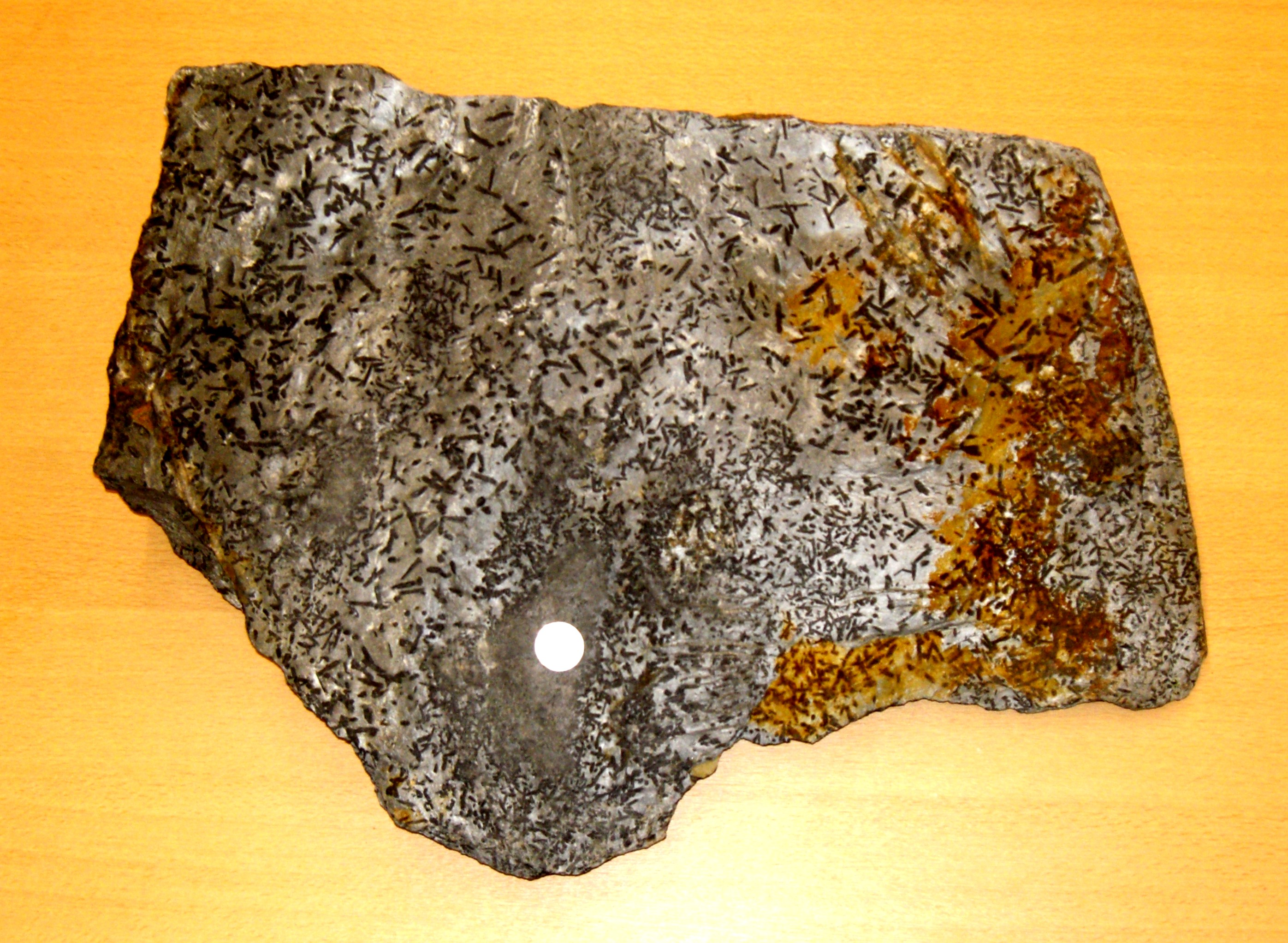
Fruchtschiefer mit Cordierit-Porphyroblasten, die während einer Kontaktmetamorphose gewachsen sind.

Blastese (von griechisch βλάστησις blástēsis ‚das Keimen‘) oder Kristalloblastese bezeichnet die Sprossung neuer Minerale. Als kristalloblastische Gefüge werden im engeren Sinn Gefüge bezeichnet, die aus Umkristallisation während der Metamorphose entstehen, also während das Gestein durch Druck und Wärme umgestaltet wird, dabei aber in festem Zustand verbleibt. Eingeführt wurde der Begriff „Blastese“ in diesem Sinne 1903 von Friedrich Becke. In einem weiteren Sinn wurde der Begriff später auch für das Wachstum von Feldspatkristallen in Granit verwendet, also in einem plutonitischen Gestein, zudem auch für die Kristallbildung in Gesteinen jeglicher Genese. Mitte des 20. Jahrhunderts wurden die Begriffe Endoblastese und Metablastese eingeführt, um die magmatische sowie metasomatische Kristallbildungsprozesse von den metamorphen abzugrenzen. Allerdings ist die exakte Rekonstruktion der Genese der Kristalle nicht in allen Fällen einfach möglich.

## Differenzierung kristalloblastischer Gefüge
Um die Korngefüge metamorpher Gesteine zu differenzieren und klassifizieren, wurden dem Wortbestandteil „blastisch“ diverse Präfixe lateinischen oder griechischen Ursprungs hinzugefügt. Zunächst einmal wird zwischen gleichkörnigen (homäoblastischen) und ungleichkörnigen (heteroblastischen) Gefügen unterschieden.

### Homöoblastische Gefüge
Bei den gleichkörnigen Gefügen unterscheidet man:
- granoblastisch: Alle Kristalloblasten weisen eine kornförmige Gestalt auf und es tritt keine bevorzugte Wachstumsrichtung auf.
- lepidoblastisch: Es herrschen blättchenförmige Minerale vor, was typisch für Phyllite ist.
- nematoblastisch: Die Minerale liegen in einer stängelartigen, langprismatischen  Form vor, was bei vielen Amphiboliten der Fall ist.
- fibroblastisch Die Minarale sind faserförmig angeordnet, was relativ selten vorkommt, ein Beispiel ist Faserasbest.

### Heteroblastische Gefüge
Bei den ungleichkörnigen Gefügen werden unterschieden:
- porphyroblastisch: Dabei sind die Kristalle deutlich größer als die sie umgebenden Minerale der Matrix. Meist gehören die Minerale dieser Kristalloblasten einer Mineralart an. Diese Form ist das wichtigste und verbreitetste heteroblastische Gefüge. Ein solches Gefüge ähnelt dem porphyrischem Gefüge der Magmatite.
- idioblastisch: Die Minerale haben dabei eine ideale Kristallform verwirklicht, was in Metamorphiten auf ein spätes Wachstum hindeutet. Die Idioblasten sind durch kristallographische Wachstumsflächen begrenzt.
- xenoblastisch: Dabei handelt es sich um das Gegenteil von idioblastisch, das heißt, Xenoblasten sind nicht durch kristallographische Wachstumsflächen begrenzt.